# Bygkorn
Et bygkorn (videnskabeligt navn: Hordeolum) er en infektion i en af øjenlågets kirtler. Ydre bygkorn dannes udvendigt på øjenlåget og kan ses som små røde knopper. Indre bygkorn er infektioner i De meibomske Talgkirtler, der sidder på indersiden af øjenlågene.
Symptomerne omfatter smerte og irritation. Infektionen fyldes senere med pus. Behandling omfatter varme omslag på øjet indtil betændelsen slutter. Salve med antibiotika kan forhindre andre bygkorn i at dannes i fremtiden.